# Arto Satonen

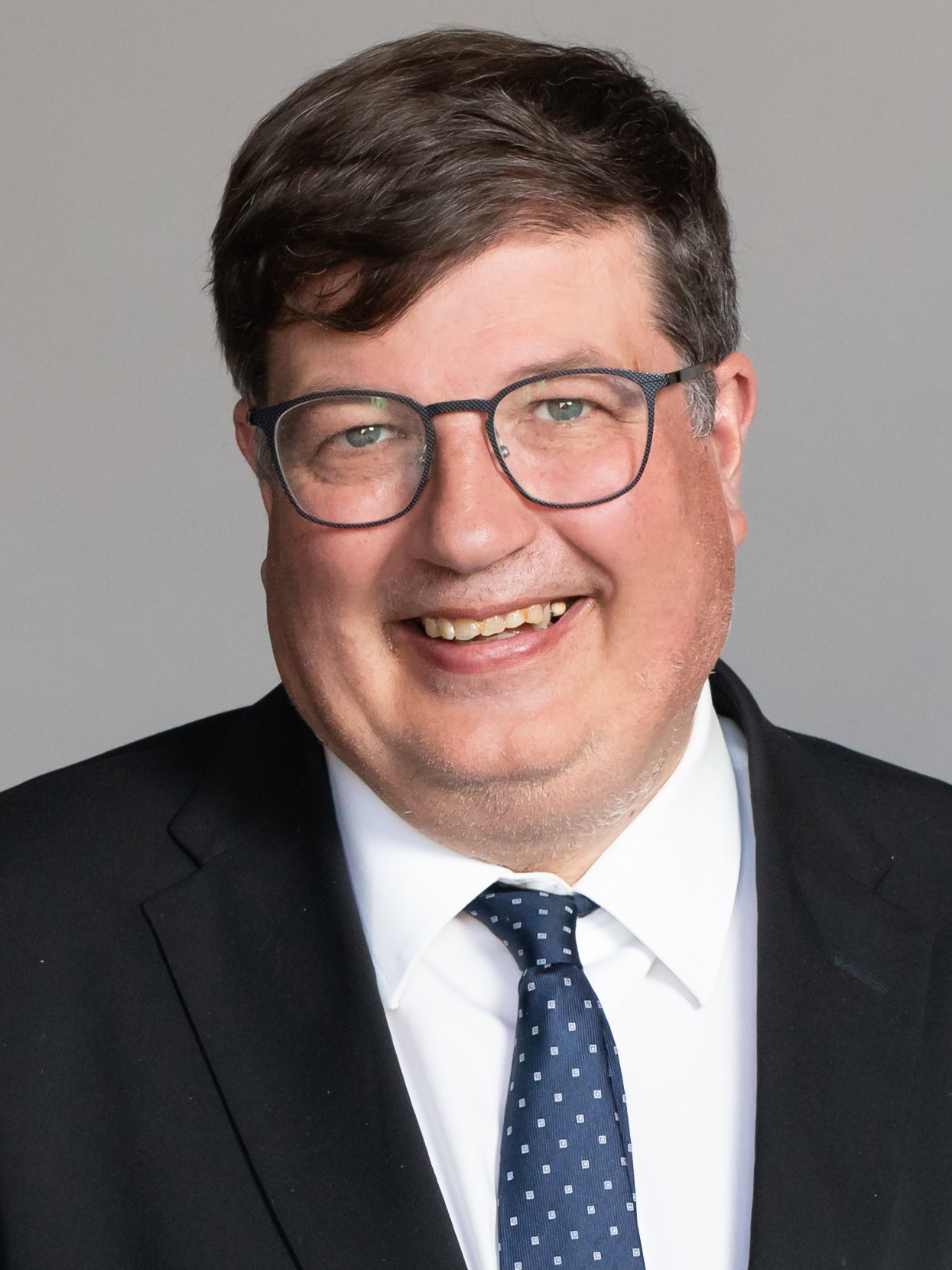
Arto Satonen (2023)

Arto Olavi Satonen (* 20. Oktober 1966 in Vammala) ist ein finnischer Politiker der Nationalen Sammlungspartei, seit 2003 Mitglied des finnischen Parlaments und seit dem 20. Juni 2023 Arbeitsminister unter Ministerpräsident Petteri Orpo im Kabinett Orpo.

## Leben
Satonen wuchs in Vammala auf.  Vor seiner Karriere in der Politik war er als Lehrer an verschiedenen Fachhochschulen tätig. Außerdem betrieb er fünf Jahre lang einen Grillkiosk in Vammala. Seit 2003 ist er für die Nationale Sammlungspartei Mitglied des finnischen Parlaments. Satonen war von 2012 bis 2014 stellvertretender Vorsitzender der Fraktion seiner Partei und von 2014 bis 2016 dessen Vorsitzender.
Im Juni 2016 wurde Satonen zum zweiten stellvertretenden Sprecher des Parlaments gewählt und übte dieses Amt bis 2018 aus. Seit dem 20. Juni 2023 ist er Arbeitsminister im Kabinett Orpo.